# Acuponana grella
Acuponana grella är en insektsart som beskrevs av Delong och Freytag 1970. Acuponana grella ingår i släktet Acuponana och familjen dvärgstritar. Inga underarter finns listade i Catalogue of Life.